# Новогрудский округ

Карта Второй Речи Посполитой, Новогрудский округ изображен красным цветом

Новогрудский округ (пол. Okręg nowogródzki) — временная административная единица второй инстанции, действовавшая на рубеже 1920—1921 годов на территории, охватываемой договором о предварительном мире и перемирии (т. н. Восточные кресы), подписанным в Риге 12 октября 1920 года. Местопребыванием районных властей был Новогрудок.
Новогрудский округ был создан 20 декабря 1920 года польским правительством из частей бывших округов, находившихся в ведении Гражданского управления восточных земель (1919—1920) и Временного управления прифронтовых и этапных территорий (1920): Виленского (кроме уездов, принадлежавших Средней Литве), Брестского (северо-западная часть) и западных частей Минского округа. Округ возглавлял глава округа, который являлся представителем правительства, ответственным исполнителем приказов министров и главой органов власти и канцелярий.
В состав Новогрудского округа входили следующие поветы:
из Виленского округа:
- Браславский повет (создан 31 октября 1919 года; без 6 муниципалитетов, включенных в июле 1920 года в состав Латвии)
- Дуниловицкий повет (создан 7 ноября 1920 года, также из части Минского округа)
- Дисненский повет
- Гродненский повет
- Лидский повет
- Новогрудский повет
- Вилейский повет (кроме юго-восточных районов)
- Воложинский повет (создан 12 декабря 1920 г.)

из Брестского округа:
- Барановицкий повет (создан 1 августа 1919 года)
- Несвижский повет (создан 7 ноября 1920 года, также из части Минского уезда)
- Слонимский повет
- Волковыскский повет

от Минского округа:
- Столпецкий повет (создан 12 декабря 1920 г.)

19 февраля 1921 года Новогрудский округ был преобразован в Новогрудское воеводство, за исключением Гродненского и Волковыского поветов, которые были присоединены к созданному ранее (14 августа 1919 года) Белостокскому воеводству . При этом оговаривалось, что отделение Новогрудского воеводства от будущего Виленского воеводства будет производиться отдельным актом.